# ایسام
ایسام وبگاهی فعال در زمینه تجارت الکترونیک در ایران است که یک حراجی آنلاین به‌شمار می‌آید.
ایسام یک سیستم خدمات خرید و فروش آنلاین است که بر اساس الگویی بر گرفته از ای‌بی این امکان را برای فروشندگان به وجود می‌آورد که فروشگاه خود را راه‌اندازی کنند و به صورت آنلاین محصولات خود را به روش‌های مختلف از جمله مزایده به فروش برسانند. به ادعای سام مدن‌پور ایسام تنها سایتی است که علاوه بر امکان خرید و فروش کالا، مجوز برگزاری مزایدات آنلاین را نیز دارد. این سایت در ایران رتبه‌ای در بازه ۹۰ تا ۱۰۲ را در الکسا از آن خود کرده‌است.

## تاریخچه
این شرکت در دی‌ماه سال ۱۳۸۷ توسط سام مدن‌پور تأسیس شد و فعالیت خود را از یکم بهمن‌ماه سال ۱۳۹۰ آغاز نمود.

ایده ایسام از آنجا شروع شد که سام مدن‌پور پس از فارغ‌التحصیلی در رشته مهندسی کامپیوتر از دانشگاه وسترن انتاریو راهی آمریکا شد و در یک شرکت سخت‌افزاری به کار تعمیر کامپیوتر پرداخت. وی بعد از مدتی شروع به خرید لپ‌تاپ‌های خراب مشتریان کرده و پس از تعمیر، آنها را در سایت مزایده ای‌بی به فروش رساند. فروش لپ‌تاپ‌های دست دوم در سایت ای‌بی اولین تجربه جدی سام در عرصه تجارت الکترونیک بود. در سال ۱۳۸۶ سام به ایران بازگشت و سعی کرد همان فرایند تعمیر و فروش لوازم دست‌دوم را در ایران نیز انجام دهد، اما از آنجایی که در ایران سایت مزایده‌ای به سبک و سیاق eBay وجود نداشت و از طرفی به دلیل تحریم‌ها امکان استفاده مردم از ebay فراهم نبود، به پیشنهاد خواهرش، ایده ایجاد یک سایت مزایده در ایران به ذهن سام رسید. او با یک برنامه‌نویس خبره آشنا شد و آنها با یکدیگر به توسعه پلتفرمی مبتنی بر ebay پرداختند که کار آماده‌سازی آن ۳ سال به طول انجامید.

## حواشی و شکایات
بر اساس نظرات کاربران در پلتفرم های اجتماعی و سایت ها ،برخلاف ادعای مدیرعامل،این سایت شباهتی به ایبی ندارد .تعرفه های بالا ، عدم مسئولیت پذیری و پاسخگویی پشتیبانی سایت به کاربران مخصوصا در بخش رسیدگی به شکایات و مرجوعی و برگزاری مزایدات ناعادلانه و دستکاری شده باعث ایجاد عدم اعتماد در بسیاری از کاربران شده است . طبق نظرات کاربران این سایت فاقد پشتیبانی تلفنی میباشد و پاسخ تمام تماس ها را دوباره به سایت ارجا میدهد.درصورت ایجاد اختلاف کاربر با سایت حساب کاربری مادام العمر مسدود شده و سایت حق هیچگونه اعتراضی به کاربر نمیدهد . از دیگر ضعف های این پلتفرم طولانی تر کردن بی دلیل هر اختلال و اختلافی می باشد تا وجه واریزی توسط خریدارن تا حداکثر زمان ممکن برای دریافت سود بیشتر در حساب سایت باقی بماند . ضعف عمده این پلترفم در بخش رسیدگی به شکایت عنوان شده است که تصمیمگیری ها بدون هیچگونه توضیحی به کاربران و صرفا از روی شانس و اقبال انجام میشوند[98][97]

## آمار و ارقام
طی مقاله‌ای در واشینگتن پست، مدیر بازاریابی ایسام در خصوص اهمیت ضرورت استفاده از فروشگاه‌های آنلاین و ضریب اطمینان‌بخش بودن فضای کسب و کار آنلاین در ایران می‌گوید نیازمندی‌های زندگی، مردم ما را مجبور به خرید آنلاین می‌کند و ایرانی‌ها در سال‌های آینده چیزهایی را در بستر اینترنت خریداری خواهند کرد که امروز نمی‌توانند آن را تصور کنند.
در ۲ ساعت اول شروع فعالیت ایسام، اولین خرید ثبت شد و روند پردازش و پیگیری سفارش، ۳ روز به طول انجامید.
در سه سال اول فعالیت سایت رقمی معادل ۳/۵ میلیارد تومان انواع اسکناس، سکه و تمبرهای قدیمی به فروش رسید. همچنین در شش‌ماهه اول سال ۹۳، ۷۰ میلیون تومان تسبیح و در حدود ۳ میلیارد تومان انواع موبایل خرید و فروش شد.

## مزایده نیسان آبی
در اسفند سال ۱۴۰۰، فیلیمو در اقدامی خیرخواهانه، خودروی سریال نیسان آبی را با هدف کمک به آزادی زندانیان تصادفات جاده‌ای در ایسام به مزایده گذاشت که در نهایت به قیمت ۶۴۴ میلیون و ۵۰۰ هزار تومان به فروش رسید و موجب آزادی ۶ بدهکار دیه ناشی از حوادث رانندگی و ۲ محکوم مالی گردید. این قیمت بالاترین میزان رقم فروش یک کالا از زمان شروع به کار ایسام محسوب می‌شود که در نوع خود قابل توجه است.

## جوایز و افتخارات
ایسام برنده تندیس ۷ دوره (۶ دوره متوالی) برترین فروشگاه آنلاین واسط از نگاه داوران و مردم در جشنواره وب و موبایل ایران به شرح زیر است:

در سال ۹۲ برترین سایت خرده‌فروشی آنلاین به انتخاب مردم

در سال ۹۳ برترین فروشگاه آنلاین به انتخاب مردم

در سال ۹۴ برترین بازار آنلاین واسط خرید و فروش به انتخاب داوران

در سال ۹۵ در مراسم نهمین دوره جشنواره وب و موبایل ایران سایت ایسام به عنوان برترین سایت فروش اینترنتی از نگاه داوران و همچنین مردم انتخاب شد.

در سال ۹۶ برترین بازار آنلاین واسط خرید و فروش به انتخاب مردم و انتخاب داوران

 در سال ۹۷ برترین بازار آنلاین واسط خرید و فروش به انتخاب داوران

و در سال ۱۴۰۰ برترین بازار آنلاین واسط خرید و فروش و خرید گروهی از نگاه داوران

در نخستین گردهمایی بزرگان کسب و کار اینترنتی ایران در آذرماه سال ۹۴، ایسام به عنوان کسب و کار برتر در حوزه حراج آنلاین، مفتخر به دریافت تندیس و لوح تقدیر از کنسرسیوم کسب و کار اینترنتی ایران گردید. همچنین ایسام مفتخر به دریافت لوح تقدیر از طرف کاربران خود در سال ۹۶ گردید.

طبق بررسی کارگروه ارزیابی و تشخیص صلاحیت معاونت علمی و فناوری ریاست جمهوری، ایسام در خردادماه سال ۹۶ تحت شناسه ۱۰۱۰۳۸۶۰۸۱۳ به عنوان یک شرکت دانش بنیان شناخته شد.